# Folger Shakespeare Library

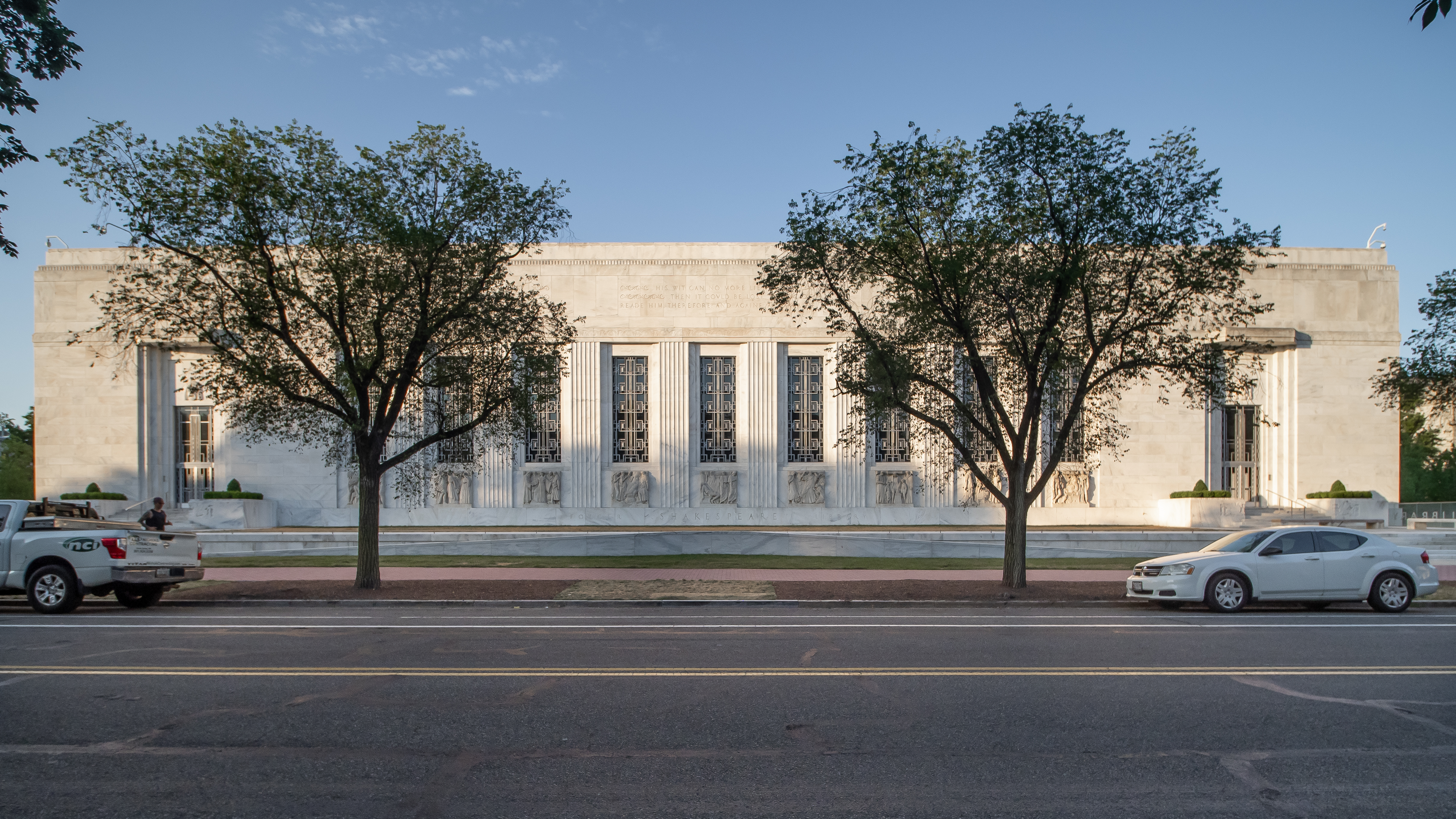

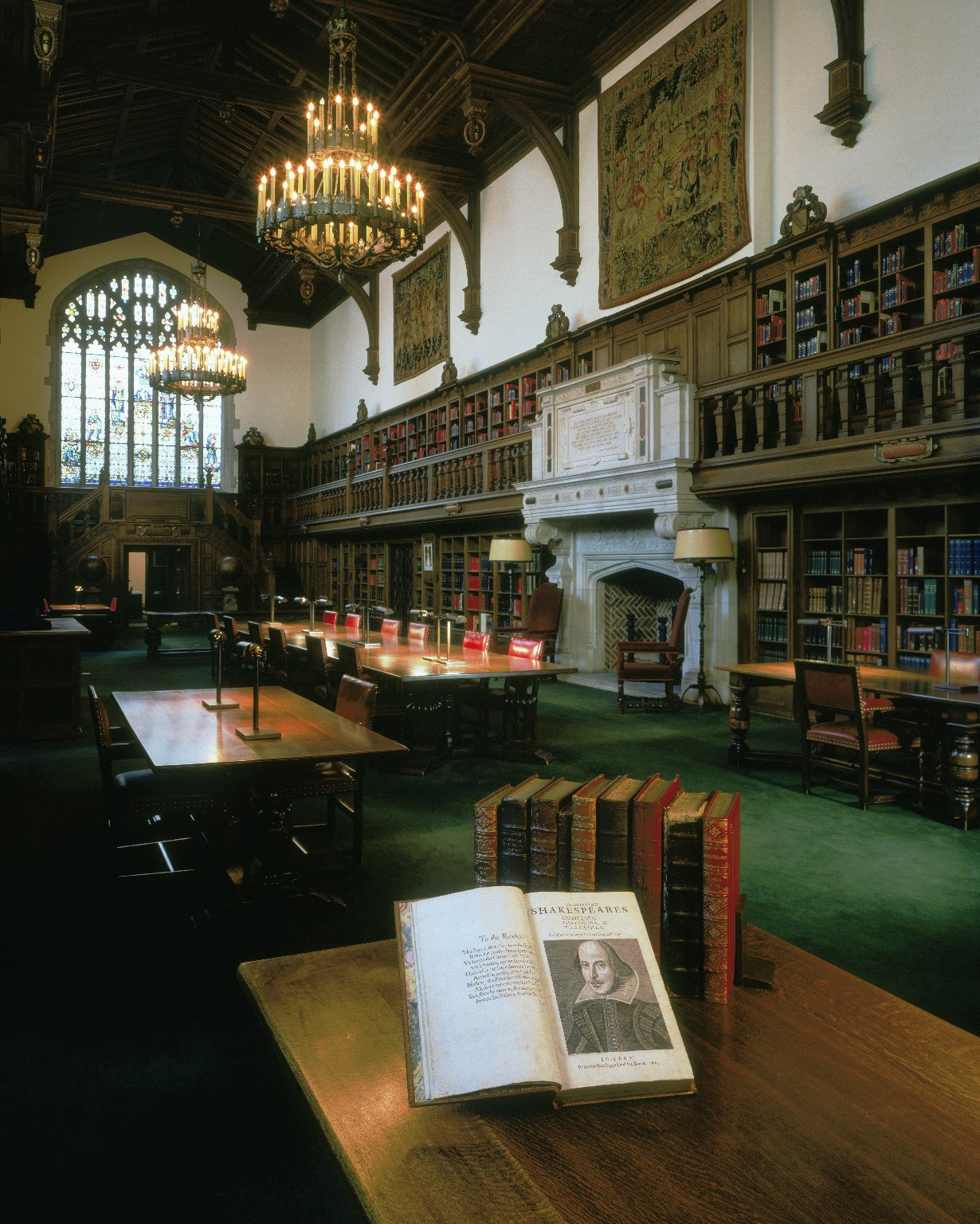
Leeszaal

De Folger Shakespeare Library is een onderzoeksbibliotheek op Capitol Hill in het Amerikaanse Washington DC. De bibliotheek omvat de grootste William Shakespeare-collectie ter wereld (met de Library of Birmingham op nummer 2), met onder andere het Dering-manuscript. Ze werd gesticht door zakenman Henry Clay Folger en zijn vrouw en werd geopend in 1932.